# Sergey Grishin

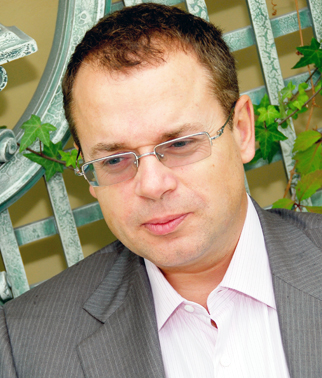
Sergey Grishin

Sergey Grishin (russisch Сергей Гришин Sergej Grischin; * 21. Juni 1966; † 6. März 2023 in Moskau) war ein russisch-amerikanischer Oligarch. Grishin war Miteigentümer der RosEvro Bank, auch bekannt als The Laundromat. Später war er Präsident und Vorsitzender der RosEvro Group.

## Herkunft und Ausbildung
Nach seinem Abschluss in Physik begann Grishin 1987 seine Karriere als Unternehmer, indem er in seiner Moskauer Wohnung Kekse und Hot Dogs buk und verkaufte. Das war sein erstes Unternehmen im Lebensmitteleinzelhandel.

## Leben
Grishin war der Vorsitzende der RosEvro Bank (Росевробанк), als diese im Zentrum des russischen Waschsalonskandals stand.
In der Sowjetunion waren die Anforderungen zur Gründung einer Bank Anfang der 1990er Jahre bescheiden. Der Zustand des privaten Bankensektors war in Russland unterentwickelt. Den staatlichen Aufsichtsbehörden fehlte Erfahrung. Die Kontrolle war mangelhaft. Grishin behauptete, er habe in den 1990er Jahren nach dem Zusammenbruch der Sowjetunion „das russische Bankensystem praktisch zum Zusammenbruch gebracht“, indem er „den größten Bankbetrug aller Zeiten“ beging und einen 60-Milliarden-Dollar-Raub bei der russischen Zentralbank inszenierte.
Später wurde Grishin Mitgründer der RosEvro Group, eines großen Unternehmenskonsortiums, zu dem auch die National Logistic Company (NLK) gehört, das größte russische Logistikunternehmen, das 2008 verkauft wurde.
Im Jahr 2019 zog Grishin von Santa Barbara nach Los Angeles. Er kaufte zwei Villen in Montecito: 2008 die Villa namens El Fureidis, die im Film „Scarface“ von 1983 eine prominente Rolle spielte, und 2009 das sieben Hektar große Grundstück Chateau of Riven Rock für 25,3 Millionen Dollar.
Am 6. März 2023 starb Grishin in einem Moskauer Krankenhaus, nach offiziellen Angaben an einer Durchblutungsstörung im Gehirn.

## Vermögen
Grishin verkaufte im November 2018 seine Anteile an der RosEvro Bank. Im Juni 2020 verkaufte Grishin sein Anwesen Chateau of Riven Rock an Prinz Harry und Ehefrau Meghan Markle für 14,65 Millionen Dollar.